# مراتب صوتية
المراتب الصوتية هي سلسلة مراتب لإحدى عشرة وحدة من وحدات أصوات اللغة مرتبة من الأكبر إلى الأصغر:
1. اللفظ، أي الكلام والقول ذو الفصل فأكثر ما يكون مفصولا عن غيره لبيان المعنى منه
2. وحدة التحدر، وهي وحدة لحنية يقصد منها التحدر في القراءة[3]
3. وحدة التنغيم
4. وحدة القائمة، وهي الوحدة من وحدات قائمة الكلمات التي قطع إليها الكلام وهذا ما يقال له لحن القائمة.[4] وتقسم الوحدات بجعل فواصل بينها.[5]
5. المجموعة المتصلة[6][7]
6. اللفظة الصوتية
7. الجزء
8. المقطع
9. المورة
10. القطعة
11. الصفة

سلسلة الوحدات التسع الأوليات، أي جميع الوحدات ما عدا القطعة والصفة، يقال لها المراتب اللحنية.

## وصلات خارجية
- محمد الشودري. الإنسان واللغة